# Diradops quila
Diradops quila là một loài tò vò trong họ Ichneumonidae.